# Pljussa
Die Pljussa (russisch Плю́сса, Плюса) ist ein rechter Nebenfluss der Narva in den russischen Oblasten Leningrad und Pskow.
Die Pljussa hat ihren Ursprung in dem 2,6 km² großen See Sapljusskoje in der Oblast Pskow.
Sie fließt in überwiegend nordnordwestlicher Richtung durch die Oblast Leningrad und mündet schließlich in den Narva-Stausee.
Die Pljussa hat eine Länge von 281 km.
Sie entwässert ein Areal von 6550 km².
Sie wird hauptsächlich von der Schneeschmelze gespeist.
Der mittlere Abfluss beträgt 50 m³/s.
Die Pljussa gefriert im November / Dezember. Ende März / Anfang April ist sie wieder eisfrei. 
Die kleine Siedlung städtischen Typs Pljussa befindet sich am Oberlauf des Flusses.
Die größte Stadt am Flusslauf ist Slanzy.